# Acinopterus parallelus
Acinopterus parallelus är en insektsart som beskrevs av Beamer 1944. Acinopterus parallelus ingår i släktet Acinopterus och familjen dvärgstritar. Inga underarter finns listade i Catalogue of Life.